# فيليسي ديزاك

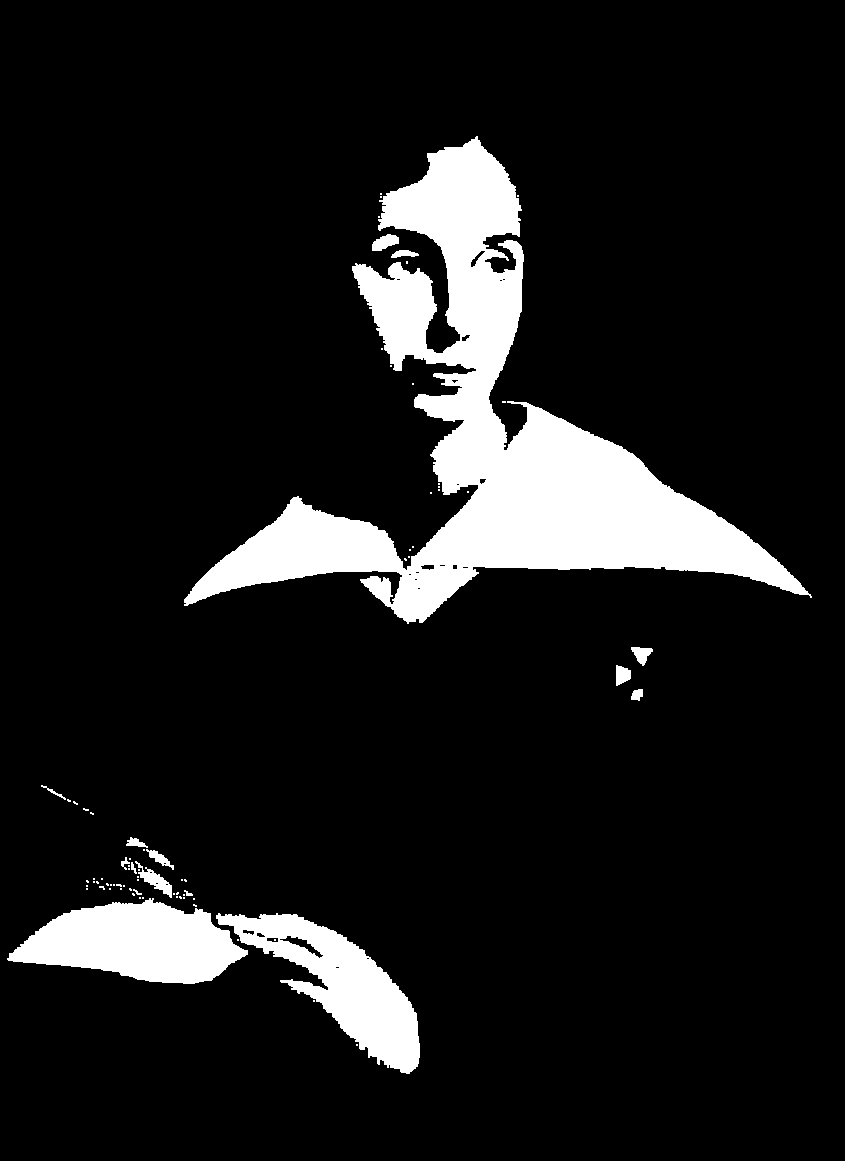
فيليسي ديزاك

كانت فيليسي ماري إميلي ديزاك (1801–1881) شاعرة ومؤرخة فنية فرنسية. اشتهرت بمجموعتها الشعرية (1833)،سوبريس بيوتكولكتابهاهيستوار دلباي de Saint-Denis (تاريخ دير سانت دينيس ، 1861).  